# Административно-территориальное деление Харовского района
Харовский район — административно-территориальная единица в Вологодской области Российской Федерации. В рамках организации местного самоуправления ему соответствует одноимённое муниципальное образование Харовский муниципальный район.
Административный центр — город Харовск.
- Код ОКАТО Харовского района — 19 252
- Код ОКТМО Харовского муниципального района — 19 652

## Административно-территориальные единицы
Харовский район в рамках административно-территориального устройства, включает 12 административно-территориальных единиц: 1 город районного значения (Харовск) и 11 сельсоветов:
| №  | Сельсовет    | Соответствующее муниципальное образование                                                        |
| -- | ------------ | ------------------------------------------------------------------------------------------------ |
| 1  | Азлецкий     | Шапшинское СП                                                                                    |
| 2  | Ильинский    | Ильинское СП                                                                                     |
| 3  | Кубинский    | Кубенское СП                                                                                     |
| 4  | Кумзерский   | Шапшинское СП                                                                                    |
| 5  | Михайловский | Харовское СП                                                                                     |
| 6  | Разинский    | Кубенское СП                                                                                     |
| 7  | Семигородний | Семигороднее СП Харовского муниципального района; Ногинское СП Сямженского муниципального района |
| 8  | Слободской   | Ильинское СП                                                                                     |
| 9  | Харовский    | Харовское СП                                                                                     |
| 10 | Шапшинский   | Шапшинское СП                                                                                    |
| 11 | Шевницкий    | Кубенское СП                                                                                     |

## Муниципальные образования
Харовский муниципальный район в рамках организации местного самоуправления включает 6 муниципальных образований нижнего уровня, в том числе 1 городское и 5 сельских поселений
| Муниципальное образование       | Административный центр | Административно-территориальные единицы (состав по структуре ОКАТО) |
| ------------------------------- | ---------------------- | ------------------------------------------------------------------- |
| город Харовск                   | Харовск                | город Харовск                                                       |
| Ильинское сельское поселение    | Семениха               | Ильинский, Слободской сельсоветы                                    |
| Кубенское сельское поселение    | Сорожино               | Кубинский, Разинский, Шевницкий сельсоветы                          |
| Семигороднее сельское поселение | Семигородняя           | Семигородний сельсовет                                              |
| Харовское сельское поселение    | Харовск                | Харовский, Михайловский сельсоветы                                  |
| Шапшинское сельское поселение   | Шапша                  | Шапшинский, Азлецкий, Кумзерский сельсоветы                         |

### История муниципального устройства

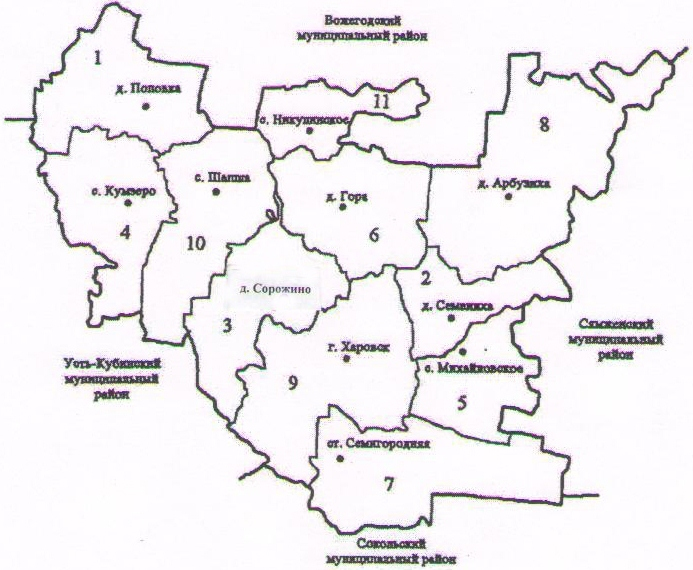
Муниципальные образования в 2006—2009 гг.

Первоначально к 1 января 2006 года на территории муниципального района были созданы 12 муниципальных образований нижнего уровня, в том числе 1 городское и 11 сельских поселений. Одновременно 3 посёлка Семигороднего сельсовета — 47 км, Согорки и Дружба — перешли в состав Сямженского муниципального района.
| Муниципальное образование       | Административный центр | Административно-территориальные единицы (состав по структуре ОКАТО) |
| ------------------------------- | ---------------------- | ------------------------------------------------------------------- |
| город Харовск                   | Харовск                | город Харовск                                                       |
| Азлецкое сельское поселение     | Поповка                | Азлецкий сельсовет                                                  |
| Ильинское сельское поселение    | Семениха               | Ильинский сельсовет                                                 |
| Кубенское сельское поселение    | Ивачино                | Кубинский сельсовет                                                 |
| Кумзерское сельское поселение   | Кумзеро                | Кумзерский сельсовет                                                |
| Михайловское сельское поселение | Михайловское           | Михайловский сельсовет                                              |
| Разинское сельское поселение    | Гора                   | Разинский сельсовет                                                 |
| Семигороднее сельское поселение | Семигородняя           | Семигородний сельсовет                                              |
| Слободское сельское поселение   | Арзубиха               | Слободской сельсовет                                                |
| Харовское сельское поселение    | Харовск                | Харовский сельсовет                                                 |
| Шапшинское сельское поселение   | Шапша                  | Шапшинский сельсовет                                                |
| Шевницкое сельское поселение    | Никулинское            | Шевницкий сельсовет                                                 |

Законом Вологодской области от 8 апреля 2009 года было упразднено Шевницкое сельское поселение (включено в Разинское с центром в деревне Гора).
Законом Вологодской области от 29 июня 2012  № 2805-ОЗ года центром Кубенского сельского поселения стала деревня Сорожино.
Законом Вологодской области от 28 апреля 2015 года были упразднены сельские поселения: Слободское (включено в Ильинское с административным центром в деревне Семениха); Разинское (включено в Кубенское с административным центром в деревне Сорожино); Михайловское (включено в Харовское с административным центром в городе Харовске); Азлецкое, Кумзерское (включены в Шапшинское с административным центром в селе Шапша).
| Муниципальное образование       | Административный центр | Административно-территориальные единицы (состав по структуре ОКАТО) |
| ------------------------------- | ---------------------- | ------------------------------------------------------------------- |
| город Харовск                   | Харовск                | город Харовск                                                       |
| Азлецкое сельское поселение     | Поповка                | Азлецкий сельсовет                                                  |
| Ильинское сельское поселение    | Семениха               | Ильинский сельсовет                                                 |
| Кубенское сельское поселение    | Сорожино               | Кубинский сельсовет                                                 |
| Кумзерское сельское поселение   | Кумзеро                | Кумзерский сельсовет                                                |
| Михайловское сельское поселение | Михайловское           | Михайловский сельсовет                                              |
| Разинское сельское поселение    | Гора                   | Разинский, Шевницкий сельсоветы                                     |
| Семигороднее сельское поселение | Семигородняя           | Семигородний сельсовет                                              |
| Слободское сельское поселение   | Арзубиха               | Слободской сельсовет                                                |
| Харовское сельское поселение    | Харовск                | Харовский сельсовет                                                 |
| Шапшинское сельское поселение   | Шапша                  | Шапшинский сельсовет                                                |